# Till We Have Faces
Till We Have Faces è un album musicale di Steve Hackett uscito nel 1984. Fu l'ottavo pubblicato dal chitarrista come solista. L'album venne registrato quasi interamente in Brasile e mixato a Londra. Il titolo dell'album deriva dall'omonimo romanzo di C.S.Lewis le cui opere hanno spesso influenzato i lavori di Hackett.
La copertina dell'album riproduce un dipinto, dell'allora moglie di Hackett Kim Poor, intitolato Silent Sorrow in Empty Boats, riprendendo il titolo di un brano di The Lamb Lies Down on Broadway dei Genesis.
L'album è stato ripubblicato su CD nel 1994 con due brani in più rispetto alla versione originale su LP.

## Musicisti

### Artista
- Steve Hackett: chitarra classica, acustica ed elettrica, koto, marimba, armonica a bocca, percussioni e voce

### Altri musicisti
- John Hackett: tastiere e flauto traverso
- Nick Magnus: tastiere, percussioni e batteria elettronica
- Rui Mota: batteria
- Sergio Lima: batteria
- Fernando Moura: piano Fender
- Ronaldo Diamante: basso elettrico
- Clive Stevens: sintetizzatori
- Kim Poor: voce in giapponese in A Doll That's Made in Japan
- The Brazilian Percussionists (Sidinho Moreira, Junior Homrich, Jaburu, Peninha, Zizinho, Baca): percussioni.

## Tracce
1. Duel – 4:50
2. Matilda Smith-Williams Home for the Aged – 8:04 (Hackett, Nick Magnus)
3. Let Me Count the Ways – 6:06
4. A Doll That's Made in Japan – 3:57
5. Myopia – 2:56 (Hackett, Magnus)
6. What's My Name – 7:05 (Hackett, Magnus)
7. The Rio Connection – 3:24
8. Taking the Easy Way Out – 3:49
9. When You Wish upon a Star – 0:51 (Ned Washington, Leigh Harline)

### Tracce nell'edizione del 1994
1. What's My Name - 7:06 (Hackett, Magnus)
2. The Rio Connection - 3:21
3. Matilda Smith-Williams Home for the Aged (nuova versione) - 8:07 (Hackett, Nick Magnus)
4. Let Me Count The Ways - 6:06
5. A Doll That's Made In Japan - 3:57
6. Duel - 4:48
7. Myopia - 2:56 (Hackett, Magnus)
8. Taking The Easy Way Out - 3:50
9. The Gulf - 6:33
10. Stadiums Of The Damned - 4:37
11. When You Wish Upon A Star - 0:48 (Ned Washington, Leigh Harline)

- Tutti i brani sono di Steve Hackett tranne dove indicato.